# سوورنی
سوورنی (به فرانسوی: Sauverny) یک کمون (فرانسه) در فرانسه است که در ان (اوورنی-رون-آلپ) واقع شده‌است.
 سوورنی ۱٫۸۹ کیلومتر مربع مساحت دارد  ۴۷۶ متر بالاتر از سطح دریا واقع شده‌است.